# Zestaponi
Zestaponi (gruzínsky ზესტაფონი) je město ve střední Gruzii, v regionu Imereti. Podle informací z roku 2014 zde žije 20 814 obyvatel. Ve městě působí fotbalový klub FC Zestaponi, jeden z nejlepších týmů v zemi.